# Đường Duệ Tông
Đường Duệ Tông (chữ Hán: 唐睿宗, 22 tháng 6, 662 - 13 tháng 7, 716), húy Lý Đán (李旦), là vị Hoàng đế thứ năm và thứ bảy của nhà Đường trong lịch sử Trung Quốc, ở ngôi hai lần vào các thời điểm 27 tháng 2 năm 684 - 8 tháng 10 năm 690, và 25 tháng 7 năm 710 - 8 tháng 9 năm 712.
Với thân phận là con trai thứ 8 của Đường Cao Tông Lý Trị, hoàng đế thứ ba của nhà Đường và cũng là con trai út của Võ Tắc Thiên, Lý Đán từng được phong nhiều chức vị cao trong triều dưới thời Cao Tông. Năm 684, ông được mẹ là Võ hậu đưa lên ngai vàng sau khi anh trai Đường Trung Tông Lý Hiển bị phế, nhưng trong suốt 6 năm tại vị, toàn bộ quyền lực trong triều đều nắm trong tay Võ hậu. Năm 690, ông bị ép buộc nhường ngôi vua cho Võ hậu, làm gián đoạn nhà Đường trong 15 năm. Lý Đán bị giáng làm Hoàng tự.
Năm 697, khi Lý Hiển được Võ hậu đón về từ Phòng châu, Lý Đán nhường ngôi Thái tử cho anh, còn mình xuống làm một Thân vương. Sau khi nhà Đường khôi phục (705), ông tiếp tục phục vụ dưới triều đại thứ hai của Đường Trung Tông. Sau khi Trung Tông bị giết (710), dưới sự thúc giục của em gái là Thái Bình công chúa cùng con trai Lâm Tri vương Lý Long Cơ, Lý Đán phế truất Thương Đế, đăng quang lần thứ hai. Sang năm 712, ông nhường ngôi cho Lý Long Cơ, tự xưng là Thái thượng hoàng.

## Thân thế và cuộc sống ban đầu
Đường Duệ Tông sinh thời từng có nhiều tên gọi, bao gồm tên khai sinh Lý Húc Luân (李旭轮), rồi Lý Luân (李轮), Lý Đán (李旦) và Võ Đán (武旦). Ông là con trai thứ tám của Đường Cao Tông Lý Trị và con trai thứ 4 của Võ Tắc Thiên. Ông chào đời vào ngày 22 tháng 6 năm 662, tức ngày 1 tháng 6 ÂL năm Long Sóc thứ 2 ở kinh đô Trường An, tại Hàm Lương điện (含涼殿) của Bồng Lai cung (蓬萊宮). Ngay cuối năm đó, khi chưa tròn 6 tháng tuổi, ông đã được Cao Tông phong cho tước vị Ân vương (殷王), chức Diêu lĩnh Ký Châu Đại đô đốc, Thiền vu Đại đô hộ, kiêm Hữu kim ngô vệ đại tướng quân; mặc dù các chức vụ này chỉ mang ý nghĩa tượng trưng.
Khi trưởng thành, Lý Húc Luân tỏ ra là người cung kính hiếu thuận và chăm chỉ, thích đọc nhiều sách vở cổ và có tài viết thư pháp. Năm 666, Lý Húc Luân được cải phong làm Dự vương (豫王). Năm 669, Lý Húc Luân lại được đổi làm Ký vương (冀王) và cùng lúc đó, Cao Tông cũng quyết định bỏ chức Húc trong tên húy của ông, do đó tên của ông là Lý Luân (李轮).
Năm 675, Đường Cao Tông một lần nữa đổi phong Lý Luân làm Tương vương (相王), bái làm Hữu vệ đại tướng quân (右卫大将军). Năm 676, khi quân Thổ Phiên tiến công vào biên giới nhà Đường, Cao Tông phong cho Lý Luân cùng anh là Lý Hiển làm tướng chỉ huy quân đội chống Thổ Phiên, nhưng thực tế quyền cầm quân nằm trong tay hai tướng Lưu Thẩm Lễ và Khế Bật Hà Lực. Sang năm 678, ông được đổi tên là Lý Đán. Và năm sau (679), Vương phi Lưu thị sinh hạ con trai đầu lòng của ông là Lý Thành Khí.

## Ở ngôi lần thứ nhất
Ngay từ thời Đường Cao Tông, Võ hoàng hậu đã bắt đầu can thiệp triều chính vào năm 660. Lý Hiển được phong làm thái tử năm 681 sau khi anh cả là Lý Hoằng qua đời vì bệnh lao và anh thứ Lý Hiền bị truất vì mưu phản. Ngày 27 tháng 12 năm 683, Đường Cao Tông mất ở Lạc Dương. Lý Hiển kế ngôi, tức Đường Trung Tông. Lợi dụng Trung Tông bận việc để tang, Võ hoàng hậu được tôn Hoàng thái hậu, lâm triều xưng chế. Ngày 26 tháng 2 năm 683, lấy cớ Trung Tông phong cho cha vợ Vi Huyền Trinh nắm quyền trong triều, Võ Thái hậu dẫn quân của Trình Vụ Đĩnh và Trương Kiền Úc vào triều phế Đường Trung Tông làm Lư Lăng vương, đày sang Quân châu. Hôm sau, 27 tháng 2, Thái hậu hạ chiếu lập Tương vương Lý Đán làm Tân đế, sử Đường Duệ Tông, cải nguyên là Văn Minh.
Tuy nhiên mọi việc trong triều đều do Võ Thái hậu quyết đoán, Duệ Tông không có thực quyền. Võ Thái hậu ngay lập tức hạ lệnh đổi tên một loạt cung điện ở kinh thành và một số châu quận theo ý thích của mình, lại cho xây đền miếu thờ tổ tiên họ Võ trong kinh thành. Võ Thái hậu lâm triều phong thưởng công thần, con trai Trình Vụ Đĩnh là Trình Tề Chi được làm Thượng thừa phụng ngữ. Trình Vụ Đĩnh ứa nước mắt xin nhường cho em trai là Nguyên Châu tư mã Trình Vụ Trung, Võ Thái hậu khen ngợi, gia phong Trình Vụ Trung làm Thái tử tẩy mã.
Đầu năm 684, Võ Thái hậu lấy Trình Vụ Đĩnh làm Tả vũ vệ đại tướng quân, Thiền Vu đạo An phủ đại sứ, đốc quân đề phòng Hãn quốc Hậu Đột Quyết (đời Hiệt Điệt Lợi Thi Khả hãn A Sử Na Cốt Đốc Lộc) xâm phạm. Trình Vụ Đĩnh khéo vỗ về, chế ngự, có uy có đức, bộ tướng không ai không tận lực; người Đột Quyết rất kiêng dè, không dám xâm phạm nhà Đường.
Mùa thu năm 684, Anh quốc công Từ Kính Nghiệp (cháu nội Lý Tích) khởi loạn chống lại Võ Thái hậu, lấy danh nghĩa khôi phục hoàng vị cho Đường Trung Tông. Tuy nhiên cuộc khởi nghĩa không kéo dài, Võ Thái hậu sai Lý Tri Thập và Mã Kính Thần dẹp loạn, giết được Từ Kính Nghiệp. Đáp lại, Võ Thái hậu đã cho phá hủy lăng mộ của Lý Tích, tước bỏ các chức tước mà Đường Cao Tông đã tặng sau khi Lý Tích qua đời, đồ sát gần như toàn bộ các hậu duệ của Lý Tích.
Cuối năm 684, do nghi ngờ tể tướng Bùi Viêm muốn chống lại mình, Võ Thái hậu sai chém đầu Bùi Viêm và giáng chức hoặc bắt giam tất cả những người cầu xin cho ông ta. Trong đó có Trình Vụ Đĩnh cũng bị Võ Thái hậu xử tử. Người Hãn quốc Hậu Đột Quyết nghe tin Trình Vụ Đĩnh chết, bày tiệc ăn mừng, rồi lập đền thờ, trước khi ra trận đều cúng viếng. Sang ngày Đinh Mão tháng 9 ÂL năm 684, Võ Thái hậu lại tiếp tục bình diệt được cuộc khởi nghĩa của Vương Quả Thảo ở Quảng châu. Trong thời gian đó, thái hậu bắt đầu tìm kiếm nhân tình và làm nhiều việc dâm loạn trong cung nhà Đường.
Năm 685 Võ Thái hậu gọi An Đông đô hộ là Qu Tuquan ở An Đông đô hộ phủ tại Liêu Đông về Trường An, rồi thái hậu phong cho con trai của Tiết Nhân Quý là Tiết Nột (dân gian gọi là Tiết Đinh San) làm U Châu đô đốc kiêm An Đông đô hộ.
Tết nguyên đán năm 686, Võ Thái hậu hạ chiếu giao lại chính quyền do Duệ Tông, nhưng Duệ Tông biết bà ta không thực tâm, nên không dám chấp nhận. Thái hậu tiếp tục lâm triều xưng chế. Cùng năm đó, Thái hậu sai chế ra một cái hộp bằng đồng đặt trước triều đường, để cho những người hiến kế hay hoặc dự báo được tinh tượng, hoặc muốn tố cáo gian ác, hoặc muốn tiến cử nhân tài... mà ngại không dám nói thì cho bỏ thư vào đó.
Thái hậu từ việc Từ Kính Nghiệp tạo phản, nghi ngờ các lão thần không phục mình, bèn muốn giết một số người để ra oai. Bà ta phái mật thám theo dõi các quan lại trong triều, rồi bảo nếu ai thấy có quan lại nào có ý chống lại thái hậu thì hãy cáo mật. Bà thường không hỏi nguyên do và thực giả, cho bãi chức hoặc giết chết đại thần đó. Người người vì việc cáo mật này cũng được thăng chức cao.
Năm 687, ở An Nam đô hộ phủ, do chính sách thuế hà khắc của An Đông đô hộ Lưu Diên Hựu, người bản địa là Lý Tự Tiên mưu sự chống lại. Đinh Kiến cùng tham gia dưới quyền Lý Tự Tiên. Mưu sự nổi dậy chưa phát thì bị Lưu Diên Hựu biết được. Lưu Diên Hựu mang quân giết Lý Tự Tiên. Đinh Kiến liền đứng lên kế tục Lý Tự Tiên lãnh đạo quân khởi nghĩa chống lại nhà Đường ở An Nam đô hộ phủ.
Đinh Kiến cùng một thủ lĩnh khác là Tư Thận họp quân tiến công, bao vây nhiệm sở của An Nam đô hộ phủ là thành Tống Bình. Quân của Lưu Diên Hựu bị cắt làm hai, một nửa ở ngoài và một nửa cố thủ trong thành, không liên lạc được với nhau. Lưu Diên Hựu vì trong thành còn ít quân, liệu thế không chống cự được, phải cố thủ và sai người đi cầu cứu tướng trấn giữ Quảng Châu của nhà Đường là Phùng Tử Du. Phùng Tử Du tuy nhận lời, nhưng vốn có sự ganh ghét với Lưu Diên Hựu trên quan trường nên mặc kệ không cứu, muốn mượn tay Đinh Kiến giết Lưu Diên Hựu. Đinh Kiến tấn công mạnh mẽ vào thành Tống Bình, cuối cùng phá được thành và giết chết Lưu Diên Hựu. Quân khởi nghĩa làm chủ được phủ thành Tống Bình. An Nam đô hộ phủ bị chấn động.
Nghe tin thành Tống Bình thất thủ, Võ Thái hậu nổi giận, liền phái Tư mã Quế châu là Tào Huyền Tĩnh mang quân nam chinh. Biết chính quyền của Đinh Kiến mới lập ở thành Tống Bình đều là quân lính mới họp và chưa có kinh nghiệm trận mạc, Tào Huyền Tĩnh tổ chức tấn công lớn vào quân khởi nghĩa ở thành Tống Bình. Đinh Kiến không đủ sức chống cự. Cuối cùng, thành Tống Bình thất thủ trước quân Đường, Đinh Kiến bị quân Đường giết chết. Nhà Đường ổn định lại An Nam đô hộ phủ, tái lập sự cai trị ở Việt Nam.
Cùng năm 687, Võ Thái hậu nhân danh Đường Duệ Tông phong vương cho các hoàng tử con ông: Lý Thành Khí làm Hằng vương, Lý Long Cơ làm Sở vương, Lý Long Phạm làm Vệ vương, Lý Long Nghiệp làm Triệu vương.
Trong năm 687 quân Đột Quyết do Hiệt Điệt Lợi Thi Khả hãn A Sử Na Cốt Đốc Lộc và tướng của ông ta là A Sử Đức Nguyên Trân (阿史德元珍) chỉ huy xâm phạm biên giới phía bắc nhà Đường (đời vua Đường Duệ Tông). Võ Thái hậu ủy quyền cho tướng Bách Tế cũ là Hắc Xỉ Thường Chi (Heukchi Sangji), được hỗ trợ bởi thủ lĩnh Lý Đa Tộ (李多祚) của bộ lạc Phất Niết Mạt Hạt (bộ lạc ở đông bắc An Đông đô hộ phủ đã quy phục nhà Đường từ lâu), dẫn quân Đường lên phía bắc chống lại cuộc tấn công của A Sử Na Cốt Đốc Lộc. Hắc Xỉ Thường Chi và Lý Đa Tộ đã đánh bại quân Đột Quyết tại Hoàng Hoa Đồi (黃花堆, nay thuộc Sóc Châu, Sơn Tây), khiến quân Đột Quyết của A Sử Na Cốt Đốc Lộc và A Sử Đức Nguyên Trân phải tháo chạy về bắc.
Cũng trong năm 687 đó, đại thần Lưu Y Chi dù có lời khen Võ Thái hậu nhưng lại bị bà ta ghét bỏ, sau đó Võ Thái hậu lại phát hiện Lưu Y Chi muốn Duệ Tông nắm quyền, bèn giam vào ngục. Duệ Tông dù không tham gia chính sự nhưng vẫn hạ lệnh xá miễn, nhưng Lưu Y Chi biết rằng hành động của Duệ Tông càng làm ông ta chết nhanh hơn. Quả nhiên sau đó Võ Thái hậu bắt Lưu Y Chi tự vẫn.
Võ Thái hậu không dừng lại ở việc xưng chế mà còn muốn làm nữ đế. Mùa thu năm 688, các hoàng thân gồm Việt vương Lý Trinh cùng con là Lang Nha vương Lý Xung khởi binh, ban hịch nói Duệ Tông bị Võ Thái hậu vây bức trong cung cấm, nên nay khởi binh Cần vương. Võ Thái hậu sai Khúc Sùng Dụ, Sầm Trường Sai thảo phạt, đánh bại Việt vương Lý Trinh. Việt vương Lý Trinh tự sát. Võ Thái hậu sai đổi họ của Lý Trinh thành Hủy, gọi là Hủy Trinh.. Sau vụ này, Võ Thái hậu cho tàn sát nhiều tôn tộc Lý thị như Hàn vương Lý Nguyên Quỹ, Lỗ vương Lý Linh Quỳ, Thường Lạc công chúa..., rồi cũng đổi tất cả họ sang họ Hủy, gọi là Hủy Nguyên Quỹ, Hủy Linh Quỳ,...
Tướng Bách Tế cũ là Hắc Xỉ Thường Chi (Heukchi Sangji, 黑齒常之) và người bảo trợ của ông ta là Triệu tướng quân cảm thấy không được Võ Thái hậu sủng ái nữa. Cả hai người họ đều bị Võ Thái hậu kết án tù khi họ bị Võ Thái hậu vu oan là mưu phản. Cuối cùng, Hắc Xỉ Thường Chi bị xiềng xích và bị Võ Thái hậu kết án tử hình cùng Triệu tướng quân vào năm 689 (năm 1929, ngôi mộ của Hắc Xỉ Thường Chi được phát hiện và được khai quật ở Lạc Dương, Trung Quốc).
Cùng năm 689, A Sử Na Mặc Xuyết (em trai của Hiệt Điệt Lợi Thi Khả hãn A Sử Na Cốt Đốc Lộc) chỉ huy quân Đột Quyết đột kích vào vùng biên giới nhà Đường. Để phản ứng lại, Võ Thái hậu đã cử nhân tình của mình là Tiết Hoài Nghĩa đến củng cố biên giới. Tiết Hoài Nghĩa tiến đến Tử Hà (紫河, một nhánh của Hoàng Hà) nhưng không chạm trán với lực lượng Đột Quyết. A Sử Na Mặc Xuyết đã dựng tượng đài tại Thiền Vu đài (單于臺, ở Hohhot, Nội Mông, Trung Quốc hiện đại) trước khi rút lui về Hãn quốc Hậu Đột Quyết.
Năm 690, nhiều phe cánh của Thái hậu trong triều dâng sớ khuyên bà ta xưng đế. Duệ Tông biết thế cục bất lợi, cũng đành xin Thái hậu lên ngôi. Thái hậu bằng lòng. Ngày 8 tháng 10 năm 690, Duệ tông thoái vị, Võ thái hậu đăng cơ, đổi quốc hiệu thành Đại Chu. Nhà Đường bị gián đoạn. Duệ Tông bị thái hậu giáng làm người kế vị, nhưng được gọi là Hoàng tự thay vì thái tử.

## Thời Võ Tắc Thiên
Võ Thái hậu mặc dù lập Lý Luân làm hoàng tự, song các thân vương họ như Ngụy vương Võ Thừa Tự, Lương vương Võ Tam Tư đều nhắm đến vị trí thái tử, nhiều lần nói rằng không có hoàng đế nào lại truyền ngôi cho người họ khác. Tuy nhiên trong những năm đầu tiên, Thái hậu vẫn chưa thay đổi vị trí kế vị.
Năm 693, người tì nữ được thái hậu tin tưởng, Vi Đoàn Nhi, vu cáo vợ Lý Luân là Lưu thị cùng người thiếp của ông, Đậu thị lập đàn bùa phép mưu hại Võ Thái hậu. Do đó Thái hậu cho xử tử cả Lưu thị và Đậu thị. Lý Luân cực kì lo sợ mình sẽ bị liên lụy, do đó ông không dám khóc thương cho hai người, sinh hoạt vẫn tiến hành như bình thường. Tuy nhiên sau đó Đoàn Nhi lại tiếp tục tìm cớ hãm hại Lý Luân, nhưng Thái hậu không tin bà ta nữa, sai giết đi. Cũng trong lúc đó, mẹ của Đậu Đức phi là Bàng thị bị người đến tố cáo, Bàng thị bị khép tội chết, cho giảm một bậc. Cũng trong năm đó, lại có lời tố cáo Lý Luân mưu phản. Võ Thái hậu tức giận, sai giam lỏng ông trong phủ, không cho đại thần gặp mặt, đồng thời phế các con ông từ thân vương làm quận vương. Những người bị nghi đồng mưu đều bị Lai Tuấn Thần tra tấn dã man. Bấy giờ có An Kim Tàng tự mổ bụng của mình để giải oan cho Lý Luân. Thái hậu nghe tin cảm động, cho cứu chữa tận tình cho Kim Tàng và xá miễn cho Lý Luân.
Năm 698, do lời khuyên của đại thần Địch Nhân Kiệt cùng các nam sủng là anh em Trương Dịch Chi, Trương Xương Tông, Võ Thái hậu quyết định đón Lư Lăng vương Lý Hiển về kinh. Tháng 10 cùng năm, Lý Đán xin nhường ngôi kế vị cho Lý Hiển. Võ thái hậu bằng lòng, lập Lý Hiển làm Thái tử. Sang năm 699, Lý Đán được đổi phong làm Tương vương, kiêm chức Thái tử hữu vệ suất. Cũng năm ấy, Thái hậu đổi họ của Lý Hiển và Lý Luân thành Võ, đổi tên Võ Luân thành Võ Đán. Do lo sợ sau khi mình chết đi thì hai họ Lý - Võ sẽ không dung nhau, Thái hậu bèn ép Võ Hiển, Võ Đán cùng Thái Bình công chúa và Phò mã Võ Du Kị phải thề độc sẽ không làm hại họ Võ. Những lời thề đó được khắc trên thanh sắt và giữ trong kho triều đình.
Năm 701, quân Đột Quyết xâm phạm biên giới nhà Đường. Võ Đán phụng mệnh đánh dẹp, nhưng sau đó Đột Quyết lui quân trước. Năm 702, Võ Đán được phong làm Đô đốc Tĩnh châu. Sang năm 703, ông được phong làm Ung châu mục, cai trị các vùng lãnh thổ phía tây, bao gồm cả Trường An. Trong cung, Thái hậu sủng hạnh hai mỹ nam là Trương Dịch Chi, Trương Xương Tông. Võ Đán cùng công chúa Thái Bình từng dâng thư xin Võ Thái hậu phong vương cho Dịch Chi, tuy Thái hậu không đồng ý, nhưng cũng phong cho Dịch Chi và Xương Tông tước vị Quốc công.

## Thời Đường Trung Tông
Năm 705, sau cuộc chính biến cung đình, nhóm đại thần do Trương Giản Chi đứng đầu ép Thái hậu thoái vị, nhường ngôi cho Lý Hiển. Lý Hiển đăng cơ lần nữa, đổi quốc hiệu thành Đường, đổi họ Võ của mình và Võ Đán thành họ Lý như cũ. Lý Đán dường như không hay biết về cuộc chính biến này.
Giữa năm đó, Trung Tông phong Lý Đán làm An Quốc Tương vương. Trung Tông còn muốn phong Lý Đán làm Thái úy (tương đương thừa tướng), sau đó lại định lập làm Thái đệ nối ngôi, nhưng Lý Đán từ chối. sau đó Trung Tông lập con mình là Lý Trọng Tuấn làm thái tử.
Vi hoàng hậu, Võ Tam Tư (Cháu Võ hậu) cùng công chúa An Lạc đều muốn làm nữ đế, nhiều lần khuyên Trung Tông cải lập An Lạc làm Hoàng thái nữ, do đó khiến Lý Trọng Tuấn bất mãn. Năm 707, Trọng Tuấn phát binh khởi loạn, giết cha con Võ Tam Tư. Tuy nhiên không lâu sau Trọng Tuấn bị đánh dẹp. Công chúa An Lạc vốn muốn trừ khử công chúa Thái Bình và Lý Đán nên vu cáo hai người có thông đồng với Trọng Tuấn. Đường Trung Tông sai Tiêu Chí Trung điều tra việc này, nhưng Chí Trung muốn bảo vệ Lý Đán, bèn nhắc lại việc năm xưa Lý Đán từng nhường ngôi thái tử cho Trung Tông, khiến Trung Tông động lòng, sau đó xét thấy không có chứng cứ nên ngừng truy cứu.

## Ở ngôi lần thứ hai

### Chánh biến Đường Long
Ngày 3 tháng 7 năm 710, Đường Trung Tông đột nhiên băng hà. Nhiều sử gia nghi ngờ việc này là do Vi hậu cùng công chúa An Lạc bí mật hạ độc để cho An Lạc có thể dễ dàng xưng nữ đế về sau. Vi hoàng hậu nắm giữ triều chính, tuyên bố lập Ôn vương Lý Trọng Mậu làm đế, xưng Đường Thương Đế, kì thực Vi hậu nắm hết mọi quyền hành. Lý Đán chỉ được phong làm Tham mưu chính sự. Gian thần Tông Sở Khách theo lệnh Vi Thái hậu, dâng sớ cho rằng Lý Đán không có khả năng nắm quyền, và cùng đại thần trong phe cánh đòi phế quyền chấp chính của Lý Đán, xin Vi Thái hậu lâm triều xưng chế. Thái hậu đồng tình. Ngày 5 tháng 7, Lý Đán được phong làm Thái úy, song chỉ có hư vị.
Thái hậu, An Lạc công chúa cùng Tông Sở Khách âm mưu học theo Võ hậu xưng đế trước đây, dự định mưu hại Lý Đán và Thái Bình công chúa để loại bỏ vật cản. Con trai thứ ba của ông là Lâm Tri vương Lý Long Cơ, do Đậu thị sinh, là người thông minh cái thế, chiêu mộ nhiều văn sĩ võ tướng, cũng có thế lực lớn trong triều. Thị lang bộ binh Thôi Nhật Dụng dâng sớ tố cáo họ Vi, họ Võ cùng Tông Sở Khách, do đó bị Thái hậu sai trị tội. Nhật Dụng lo sợ, sai hòa thượng chùa Bảo Tăng là Nhuận Mật đến cầu cứu Lý Long Cơ. Long Cơ bèn nhân cơ hội đó, liên kết cùng công chúa Thái Bình cùng con trai Thái Bình là Tiết Sùng Giản, cùng bọn Chung Thiệu Nguyên, Vương Sùng Diệp... mật mưu tiêu diệt Vi Thái hậu. Long Cơ sợ nếu như sự bại thì có thể liên lụy đến cha, nên không báo việc cho Lý Đán biết.
Ngày Nhâm Tý 21 tháng 7, Lý Long Cơ cùng Dương Tư Húc dẫn theo quân Lâm Vũ tiến vào cung, giết hết bè đảng phản Đường. Vi Thái hậu bỏ trốn khỏi cung, bị tên phi kị chém đầu. Công chúa An Lạc đang trang điểm, cũng bị chém chết. Âm mưu xưng đế của mẹ con Vi hậu tiêu tan. Sau khi sự việc thành công, Lý Long Cơ đến tạ tội với Lý Đán, sau đó đón ông vào cung, nhập phụ cho Thương Đế. Lý Long Cơ được phong làm Bình vương.
Ngày Quỹ Mão (24 tháng 7), công chúa Thái Bình ép Thương Đế hạ chiếu nhường ngôi cho Lý Đán. Lý Đán cố từ chối, nhưng sau đó chấp thuận. Ngày Giáp Thìn (25 tháng 7), Lý Đán đăng cơ lần thứ hai, ra lệnh xá thiên hạ, giáng Đường Thương Đế làm Ôn vương.

### Mâu thuẫn Thái Bình - Long Cơ
Ngay sau khi lên ngôi, Duệ Tông muốn phong cho một người con làm thái tử. Ông đứng trước hai sự chọn lựa giữa Lý Thành Khí, con trai trưởng do chính thê sinh ra và Lý Long Cơ, con trai thứ nhưng lập được công lớn trong việc khôi phục nhà Đường. Thành Khí thấy ông khó xử, bèn từ chối:
Quốc gia an lạc thì lập con trai đích trưởng, nếu quốc gia nguy biến thì lập người có công. Nếu không làm vậy thì bá tánh thất vọng. Thần không có ý đứng trên Bình vương (Long Cơ).
Sau đó đại thần Lưu U Cầu dẫn đầu các quan xin tôn lập Long Cơ làm thái tử. Long Cơ cũng dâng biểu xin nhường cho anh trưởng, nhưng cuối cùng chấp nhận. Ngày Đinh Tị (26 tháng 7) Lý Đán lập Lý Long Cơ làm Hoàng Thái tử.
Sau khi lên ngôi, Duệ Tông cho khôi phục lại chức vị cho nhiều người bị giết hay bị cách chức dưới thời Võ Tắc Thiên và Đường Trung Tông như Diêu Nguyên Chi, Tiêu Chí Trung, Lang Ngập, Yến Khâm Dung, cố thái tử Lý Trọng Tuấn, Trương Giản Chi, Viên Thứ Kỉ, cố thủ lĩnh bộ lạc Phất Niết Mạt Hạt là Lý Đa Tộ (Lý Đa Tộ được truy phong là Liêu Dương quận vương và gia đình của ông ta được trả tự do khỏi kiếp nô lệ)...; lại cách chức nhiều đại thần được Vi hậu tiến cử dưới thời Trung Tông như Tống Cảnh, Sầm Hi, Thôi Thực, Trương Tích, Lý Kiệu... Võ Tam Tư và con là Võ Sùng Huấn bị tước hết tước vị đã truy phong và bị quật thây, san phẳng mộ. Duệ Tông cũng định ban tặng thêm danh hiệu cho những người lãnh đạo cuộc đảo chính của Lý Trọng Tuấn. Tuy nhiên, viên quan Vi Tấu (韋湊) đã đệ đơn phản đối, chỉ ra rằng mặc dù Vi thái hậu có tội, nhưng việc Lý Trọng Tuấn đã tiến hành một cuộc đảo chính vào năm 707 vẫn là không đúng đắn. Duệ Tông đồng ý, và do đó tạm dừng việc ban thêm các danh hiệu tiếp theo cho các lãnh đạo cuộc đảo chính của Lý Trọng Tuấn.
Cùng năm 710, con trai Đường Trung Tông là Lý Trọng Phúc tự xưng hoàng đế, tôn Duệ Tông làm Hoàng quý thúc, Ôn vương Trọng Mậu làm Hoàng thái đệ, mưu đoạt lại ngôi đế. Duệ Tông sai quân đánh dẹp, không lâu sau Trọng Phúc tử trận, cuộc nổi dậy bị dẹp tan.
Nhân lúc 13 quận thuộc Doanh Châu của nhà Đường đang hỗn loạn, Khả hãn Lý Thất Hoạt của Khiết Đan hợp quân với các bộ lạc Khố Mạc Hề (Kumo Xi) đánh chiếm 13 quận Doanh Châu của nhà Đường. Liễu Thành (柳城, ở Triều Dương, Liêu Ninh ngày nay) ở Doanh Châu cũng rơi vào tay Khả hãn Lý Thất Hoạt. Trong năm 710, Đại đô đốc U Châu nhà Đường là Tiết Nột (con trai của Tiết Nhân Qúy) đang cai trị U Châu thì quân Khố Mạc Hề (Kumo Xi) và bộ lạc Tập (霫) tấn công U Châu. Tiết Nột mang quân đánh đuổi quân Khố Mạc Hề và quân Tập nhưng quân Khố Mạc Hề và quân Tập đã rút lui, Tiết Nột cho quân truy kích nhưng không thể đánh bại họ.
Thái Bình công chúa sau khi lập công đưa Hoàng đế lên ngôi, được phong ấp vạn hộ, trở thành vị Công chúa có thế lực nhất dưới thời nhà Đường. Thấy Thái tử Lý Long Cơ còn nhỏ, Công chúa tỏ ra khinh thị và ganh ghét, muốn tìm cớ hãm hại. Hai bên rơi vào thế đối đầu nhau, chia làm hai phe phái trong triều. Nhiều lần bà ta nói với Duệ Tông rằng thái tử không phải con trưởng, không thể lập được. Thượng không nghe. Công chúa Thái Bình lại bố trí nhiều tai mắt bên cạnh thái tử, tìm cơ hội tố cáo nếu thấy thái tử có việc gì không đúng đắn. Thái tử rất bất an. Ngày Ất Dậu tháng 11 ÂL, ông cho chôn cất Hiếu Hòa hoàng đế Đường Trung Tông ở Định lăng, và cho hợp táng với Triệu thị, người vợ đầu tiên của Trung Tông.
Khoảng năm 710 - 711, Duệ Tông khi đó để đối phó với những cuộc tấn công của quân Thổ Phồn đã bổ nhiệm Đô đốc Lương Châu là Hạ Bạt Diên Tự làm Hà Tây tiết độ sứ cai quản quân sự của vùng Hà Tây.
Ngày Kỉ Tị tháng 1 ÂL, năm 711, Duệ Tông cải lập Ôn vương Lý Trọng Mậu làm Tương vương, đày đến Tập châu và sai 50000 võ sĩ hộ vệ, thực chất là để xem xét và kiềm chế.
Trong khi đó ở triều đình, Thái Bình công chúa nhiều lần tố cáo Long Cơ mưu phản, lại mua chuộc đại thần Vi An Thạch. Duệ Tông bắt đầu nghi ngờ thái tử, triệu An Thạch vào hỏi ý, nhưng An Thạch cố gắng khuyên can và bênh vực cho thái tử, nên bị Thái Bình ghét bỏ. Thái Bình tố cáo An Thạch, nhưng An Thạch được Quách Nguyên Chấn xin giúp nên không bị trị tội. Các đại thần Tống Cảnh, Diêu Nguyên Chi cũng ủng hộ thái tử, tây với Duệ Tông nên đưa những người con trai khác cùng Bân vương Lý Thủ Lễ - con của Chương Hoài thái tử Lý Hiền, cháu đích tôn của Cao Tông - ra làm Thứ sử các châu và an trí Thái Bình cùng các con ở kinh đô. Duệ Tông chấp nhận do các con ra khỏi kinh thành, song vẫn giữ tự do cho Thái Bình công chúa. Bà nghe vậy tức giận, uy hiếp Lý Long Cơ phải tố cáo Tống Cảnh và Lý Nguyên Chi mưu phản. Kết quả hai đại thần bị đuổi xuống các châu, các thân vương bị đẩy khỏi kinh đô cũng được trở về.
Cùng năm 711, Thiên Thiện Khả hãn A Sử Na Mặc Xuyết của Hãn quốc Hậu Đột Quyết gửi yêu cầu hòa thân với Duệ Tông. Lần này A Sử Na Mặc Xuyết có ý định kết hôn với một công chúa nhà Đường. Tháng 5 năm 711, Duệ Tông phong cho con gái của Tống vương Lý Thành Khí là Kim Sơn công chúa gả cho Khã hãn A Sử Na Mặc Xuyết. A Sử Na Mặc Xuyết rất phấn khích và gửi con trai của mình là A Sử Na Dương Ngã Chi (阿史那楊我支) đến Trường An. Trong khi đó Lý Long Cơ cũng có sự chuẩn bị để đối phó với Thái Bình công chúa. Tháng 7 cùng năm, Long Cơ xin nhường ngôi Thái tử cho anh là Thành Khí, Duệ Tông lo lắng, không đồng ý. Long Cơ nhân đó xin cho Thái Bình công chúa về kinh, ông đành phải chấp thuận vì muốn trấn an Long Cơ.
Đầu năm 712, do đất nước đã lâu không có nạn binh đao, Duệ Tông cho hạn chế tuổi nhập quân của trai tráng trong nước xuống còn từ 25 đến 55 tuổi.

## Thái thượng hoàng
Năm 712, một trong những thuộc hạ của Tiết Nột là Thứ sử Yên Châu (燕州, thuộc Bắc Kinh ngày nay) Lý Tấn (李璡) đã vu cáo Tiết Nột cho tể tướng Lưu U Cầu. Lưu U Cầu tiến cử tướng Tôn Thuyên (孫佺) thay thế Tiết Nột. Do đó, Duệ Tông đã phong Tôn Thuyên làm Đại đô đốc U Châu và chuyển Tiết Nột sang Bình Châu (并州, gần Thái Nguyên, Sơn Tây ngày nay). Tháng 6 năm 712, tướng Đường là Đại đô đốc U châu Tôn Thuyên giao chiến với bộ tộc Hề Tù Lý ở Lãnh Kính. Sau đó, các tướng Lý Giai Lạc, Chu Dĩ Đễ cũng dẫn 20.000 bộ binh và 8000 kỵ binh đánh các nước Khố Mạc Hề (Kumo Xi) và tộc Khiết Đan của Khả hãn Lý Thất Hoạt. Tôn Thuyên quá hiếu chiến nên bị Tộc trưởng Lý Đại Bộ (李大酺) của Khố Mạc Hề đánh bại. Lý Đại Bộ bắt sống được Tôn Thuyên. Quân Đường bị Khả hãn Lý Thất Hoạt và Tộc trưởng Lý Đại Bộ đánh tan tác, quân đội nhà Đường tổn thất gần hết. Sau đó Tộc trưởng Lý Đại Bộ giao Tôn Thuyên cho Thiên Thiện Khả hãn A Sử Na Mặc Xuyết của Hãn quốc Hậu Đột Quyết. A Sử Na Mặc Xuyết đem Tôn Thuyên đi xử trảm.
Tháng 8, trên bầu trời xuất hiện dị tượng, sao Tuệ Tinh ra hướng tây, kinh Hiên viên nhập vào Thái vi là điềm sắp thay đổi triều đại. Công chúa Thái Bình muốn hại thái tử, bèn sai bọn thuật giả báo việc này và nói thái tử sẽ lên ngôi hoàng đế, mục đích để cho Duệ Tông giết chết Long Cơ trừ hậu hoạn. Nhưng Thượng cho rằng nên nhân cơ hội này, truyền ngôi cho Long Cơ cũng có thể trừ được nạn. Công chúa Thái Bình cực lực phản đổi, nhưng không có kết quả. Sau đó ông triệu Long Cơ vào cung, ban chỉ dụ nhường ngôi. Long Cơ cố từ chối, nhưng sau cùng chấp nhận. Ngày Nhâm Thìn, ông chính thức xuống chiếu. Thái Bình công chúa lo sợ nếu Long Cơ nắm quyền sẽ bất lợi cho mình, nên khuyên Duệ Tông vẫn nên nắm giữ quyền lực lớn hơn hoàng đế. Duệ Tông bất đắc dĩ phải chấp nhận.
Ngày Canh Tí tháng 8 (8 tháng 9 năm 712), Duệ Tông chính thức nhường ngôi. Sau đó, Lý Long Cơ tức vị hoàng đế, tức là Đường Huyền Tông. Duệ Tông trở thành Thái thượng hoàng, nhưng vẫn xử lý triều chính, năm ngày ra triều một lần. Tuy nhiên mâu thuẫn giữa công chúa Thái Bình và Đường Huyền Tông vẫn tiếp diễn. Trong bảy vị đại thần đầu triều thì năm người theo Thái Bình công chúa, do đó bà ta nắm được ưu thế, nhờ vào việc Thượng hoàng nắm quyền để tham gia can thiệp triều chính. Đại thần Lưu U Cầu tố cáo bè đảng của công chúa Thái Bình tố cáo bọn Đậu Hoài Trinh, Thôi Thực mưu đồ bất chính, cần trị tội. Thượng hoàng ra lệnh hạ ngục Lưu U Cầu vì tội vu cáo, Huyền Tông chỉ có cách thuận theo.
Đầu năm 713, Thượng hoàng khuyên Đường Huyền Tông đến tuần tra biên giới phía bắc, tuyển sĩ tốt ở các quận gia nhập quân đội. Tuy nhiên sau đó bọn sĩ tốt mới nhập ngũ bị giải tán, Huyền Tông cũng không đến phía bắc nữa.
Mùa hạ năm 713, Thái Bình công chúa cùng các tể tướng Đậu Hoài Trinh, Sầm Hi, Tiêu Chí Trung, Thôi Thực, Tiết Tắc, Thường Nguyên Giai, Lý Từ, Lý Khâm, Lý Du, Giả Ưng Phúc... âm mưu phế truất Đường Huyền Tông. Việc này bị Huyền Tông biết được, Huyền Tông không muốn làm kinh động Thượng hoàng, nên bí mật đến bắt bọn họ.
Ngày Giáp Tí tháng 6 ÂL năm 713 (29 tháng 7), Đường Huyền Tông cho giết hết tất cả các đại thần hợp mưu tác loạn của công chúa trong ngự lâm quân. Công chúa bỏ chạy đến trốn ở chùa Nam Sơn trong ba ngày. Thượng hoàng nghe có biến động, đến môn lâu để xem. Huyền Tông đến yết kiến, báo việc cho Thượng hoàng.
Ngày Ất Sửu (30 tháng 7 năm 713), Thái Thượng hoàng ra lệnh giao lại quyền hành trong triều cho Huyền Tông, chuyển sang sống ở Bách Phúc điện. Sau đó, Thái Bình công chúa bị bắt được và bị Huyền Tông bắt tự tử. Thái thượng hoàng đành phải ra mặt xin Huyền Tông tha chết cho em gái, nhưng Huyền Tông từ chối.
Ngày Đinh Hợi tháng 6 (tức ngày 13 tháng 7) năm 716, Thái Thượng hoàng băng hà ở Bách Phúc điện, hưởng dương 54 tuổi. Huyền Tông sai con gái mình là Vạn An công chúa làm nữ quan, cầu phúc cho vong linh của Thái Thượng hoàng.
Ngày Canh Ngọ tháng 7 cùng năm, Thái Thượng hoàng được an táng ở Càn lăng, truy miếu hiệu là Duệ Tông (睿宗), thụy hiệu là Đại Thánh Chân hoàng đế (大圣真皇帝), về sau lại đầy đủ thành Huyền Chân Đại Thánh Đại Hưng Hiếu hoàng đế (玄真大圣大兴孝皇帝).

## Niên hiệu

### Lần thứ nhất
- Văn Minh (文明 Wén Míng) 2/684 - 8/684[28]
- Quang Trạch (光宅 Guāng Zhái) 9/684 - 12/684
- Thùy Củng (垂拱 Chúi Gǒng) 1/685 - 12/688
- Vĩnh Xương (永昌 Yǒng Chāng) 1/689 - 11/689
- Thái Sơ (載初 Zǎi Chū) 11/689 - 8/690

### Lần thứ hai
- Cảnh Vân (景雲 Jǐng Yún) 7/710 - 1/712
- Thái Cực (太極 Tài Jí) 1/712 - 4/712
- Diên Hòa (延和 Yán Hé) 5/712 - 8/712

## Gia đình
- Cha: Đường Cao Tông Lý Trị.
- Mẹ: Tắc Thiên Thuận Thánh Hoàng hậu Võ thị (則天順聖皇后武氏, 625 - 705).
- Hậu phi:

1. Túc Minh Thuận Thánh hoàng hậu Lưu thị (肃明順聖皇后刘氏, ? - 693), người Bành Thành, Từ Châu, con gái của Thiểm Châu thứ sử Lưu Diên Cảnh (劉延景). Duệ Tông chính thất, bị Tắc Thiên Thuận Thánh Hoàng hậu xử tử. Sinh Nhượng Hoàng đế Lý Hiến và Thọ Xương công chúa.
2. Chiêu Thành Thuận Thánh hoàng hậu Đậu thị (昭成顺圣皇后窦氏, ? - 693), xuất thân từ đại gia tộc Hà Nam Đậu thị (河南窦氏), con gái Đậu Hiếu Kham (窦孝谌). Sơ phong Đức phi (德妃), bị Tắc Thiên Thuận Thánh Hoàng hậu xử tử. Sinh Đường Huyền Tông Lý Long Cơ, Kim Tiên công chúa và Ngọc Chân công chúa.
3. Đậu Lư Quý phi (豆卢贵妃, 661 - 740), hậu duệ Hoàng tộc Mộ Dung (慕容) của Tiền Yên. Lúc 15 tuổi, bà trở thành thiếp của Tương vương Lý Đán, phong làm Nhụ nhân (孺人). Năm 684, Lý Đán kế vị, phong Đậu Lư thị làm Hậu cung Chính nhất phẩm Quý phi, khi Tắc Thiên Thuận Thánh Hoàng hậu xưng đế thì bà trở lại danh vị Nhụ nhân. Bà tính cẩn trọng, điềm nhã nên tránh sự truy sát của Thiên Hậu Thánh Đế.
4. Thôi Quý phi (崔贵妃).
5. Vương Đức phi (王德妃).
6. Vương Hiền phi (王賢妃), tên là Phương Mị, em gái của Vương Đức phi.
7. Liễu Cung nhân (柳宫人).
8. Thôi Nhụ nhân (崔孺人).
9. Đường Nhụ nhân (唐孺人, 672 - 692), cháu gái Đường Kiệm (唐俭).

- Hoàng tử:

1. Ninh vương Lý Hiến [李憲, 679 - 742], còn có tên là Thành Khí (成器), truy phong Nhượng Hoàng đế (讓皇帝), mẹ là Túc Minh hoàng hậu.
2. Thân vương Lý Huy [李撝, 680/684- 724], còn có tên là Thành Nghĩa (成义), truy phong Huệ Trang Thái tử (惠莊太子), mẹ là Liễu Cung nhân.
3. Đường Huyền Tông Lý Long Cơ [李隆基], mẹ là Chiêu Thành hoàng hậu.
4. Kỳ vương Lý Phạm [李範, 686 - 726], còn có tên là Long Phạm (隆範), truy phong Huệ Văn Thái tử (惠文太子), mẹ là Thôi Nhụ nhân.
5. Tiết vương Lý Nghiệp [李业, 686 - 734], còn có tên Long Nghiệp (隆业), truy phong Huệ Tuyên thái tử (惠宣太子), mẹ là Vương Đức phi.
6. Tùy vương Lý Long Đệ [李隆悌, 692 - 702], vốn là Nhữ Nam Quận vương [汝南郡王], mất sớm, truy phong Tùy vương (隋王).

- Hoàng nữ:

1. Thọ Xương công chúa (壽昌公主), mẹ là Túc Minh hoàng hậu, hạ giá lấy Thôi Chân (崔真).
2. An Hưng Chiêu Hoài công chúa (安興昭懷公主; 680 - 692), mất sớm.
3. Kinh Sơn công chúa (荊山公主), hạ giá Tiết Bá Dương (薛伯阳).
4. Hoài Dương công chúa (淮陽公主, 686 - 704), tên là Hoa Sơn (花山), mẹ là Vương Đức phi, hạ giá Vương Thừa Khánh (王承庆).
5. Lương Quốc công chúa (涼國公主, 687 - 724), tiểu tự Hoa Trang (花妆), mẹ là Vương Đức phi, hạ giá Tiết Bá Dương (薛伯阳).
6. Đại Quốc công chúa (代國公主, 689 - 734), tên là Hoa (华), tiểu tự Hoa Uyển (华婉), mẹ là Lưu Hoàng hậu, hạ giá lấy Trịnh Vạn Quân (郑万钧). Thời Võ hậu phong làm Thọ Quang huyện chúa (寿光县主), sau khi Duệ Tông lên ngôi cải phong Vĩnh Xương công chúa (永昌公主). Thời Huyền Tông đăng cơ, cải phong Trưởng công chúa.
7. Tiết Quốc công chúa (薛國公主), hạ giá Vương Thủ Nhất (王守一), anh trai của Huyền Tông Vương hoàng hậu, sau Thủ Nhất bị ban chết, công chúa cải giá lấy Bùi Tốn (裴巽).
8. Nhược Quốc công chúa (鄎國公主, 689 - 725), mẹ là Thôi quý phi, sơ phong Kim Sơn huyện chúa (荆山县主), ban đầu hạ giá lấy Tiết Cảnh (薛儆), người em trong họ của Phò mã Tiết Thiệu, chồng của Thái Bình công chúa. Năm 720, Tiết Cảnh qua đời, công chúa cải giá Trịnh Hiếu Nghĩa (郑孝义).
9. Kim Tiên công chúa (金仙公主, 689 - 732), pháp hiệu Vô Thượng Đạo (无上道), mẹ là Chiêu Thành hoàng hậu. Xuất gia đạo sĩ.
10. Ngọc Chân công chúa (玉真公主, 690 - 762), pháp hiệu Vô Thượng Chân (无上真), mẹ là Chiêu Thành hoàng hậu. Xuất gia đạo sĩ.
11. Hoắc Quốc công chúa (霍國公主, 695 - 756), hạ giá Bùi Hư Kỷ (裴虚己).